# Lista de fuzis de precisão
Esta página é uma lista das principais variantes de  fuzis de precisão de todo o mundo.
Abaixo está a lista de fuzis de precisão.
A tabela é classificada para cada coluna. 
| Nome                                                     | Fabricante                                              | Imagem | Cartucho | País                       | Ano       |
| -------------------------------------------------------- | ------------------------------------------------------- | ------ | --- | -------------------------- | --------- |
| 7.62 Tkiv 85                                             | Valmet                                                  |        | 7,62×53mmR | Finlândia                  | 1984      |
| Accuracy International Arctic Warfare                    | Accuracy International                                  |        | 7,62×51mm NATO .308 Winchester                                                                                            | Reino Unido                | 1982      |
| Accuracy International AS50                              | Accuracy International                                  |        | 12,7×99mm NATO | Reino Unido                | 2007      |
| Accuracy International AW50                              | Accuracy International                                  |        | 12,7×99mm NATO | Reino Unido                | 2000      |
| Accuracy International AWM                               | Accuracy International                                  |        | .300 Winchester Magnum .338 Lapua Magnum                                                                                  | Reino Unido                | 1996      |
| Alejandro Sniper Rifle                                   | Union de Industrias Militares                           |        | 7,62×54mmR | Cuba                       | 2002      |
| AMR-2                                                    | China South Industries Group                            |        | 12,7×108mm | China                      |           |
| Armalite AR-50                                           | ArmaLite                                                |        | 12,7×99mm NATO .416 Barrett                                                                                               | Estados Unidos             | 1997      |
| Barrett M82                                              | Barrett Firearms Company                                |        | 12,7×99mm NATO .416 Barrett                                                                                               | Estados Unidos             | 1980      |
| Barrett M90                                              | Barrett Firearms Company                                |        | 12,7×99mm NATO | Estados Unidos             | 1990      |
| Barrett M95                                              | Barrett Firearms Company                                |        | 12,7×99mm NATO | Estados Unidos             | 1995      |
| Barrett M98B                                             | Barrett Firearms Company                                |        | .338 Lapua Magnum | Estados Unidos             | 1997      |
| Barrett M99                                              | Barrett Firearms Company                                |        | 12,7×99mm NATO .416 Barrett                                                                                               | Estados Unidos             | 1999      |
| Barrett MRAD                                             | Barrett Firearms Company                                |        | .308 Winchester, .300 Winchester Magnum, .338 Lapua Magnum                                                                | Estados Unidos             | 2009      |
| Barrett XM109                                            | Barrett Firearms Company                                |        | 25×59mm | Estados Unidos             |           |
| Blaser R93                                               | Blaser                                                  |        | | Alemanha                   | 1993      |
| Blaser 93 Tactical                                       | Blaser                                                  |        | 7,62×51mm NATO .300 Winchester Magnum .338 Lapua Magnum 6,5×55mm                                                          | Alemanha                   | 1993      |
| Bor rifle                                                | OBR SM Tarnów                                           |        | 7,62×51mm NATO | Polónia                    | 2005      |
| Brügger & Thomet APR308                                  | Brügger & Thomet                                        |        | 7,62×51mm NATO .308 Winchester                                                                                            | Suíça                      | 2003      |
| C14 Timberwolf                                           |                                                         |        | .338 Lapua Magnum | Canadá                     | 2001      |
| CheyTac Intervention                                     | CheyTac LLC                                             |        | .408 Chey Tac .375 Chey Tac                                                                                               | Estados Unidos             | 2001      |
| Crazy Horse rifle                                        | Smith Enterprise Inc.                                   |        | 7,62×51mm NATO | Estados Unidos             | 2003      |
| CZ 700 sniper rifle                                      | Česká zbrojovka Uherský Brod                            |        | 7,62×51mm NATO | Chéquia                    |           |
| Denel NTW-20                                             | Denel Land Systems                                      |        | 20 mm caliber | África do Sul              | 1995      |
| Desert Tactical Arms Stealth Recon Scout                 | Desert Tactical Arms                                    |        | .243 Winchester 7,62×51mm NATO .300 Winchester Magnum .338 Lapua Magnum                                                   | Estados Unidos             | 2008      |
| Dragunov sniper rifle                                    | Izhmash                                                 |        | 7,62×54mmR | União Soviética            | 1958      |
| Dragunov SVU                                             | KBP Instrument Design Bureau                            |        | 7,62×54mmR | Rússia                     | 1994      |
| DSR-Precision GmbH DSR-1                                 | DSR-precision GmbH                                      |        | .308 Winchester .300 Winchester Magnum .338 Lapua Magnum                                                                  | Alemanha                   | 2000      |
| EDM Arms Windrunner                                      | EDM Arms                                                |        | 12,7×99mm NATO | Estados Unidos             |           |
| Falcon (sniper rifle)                                    | Zbrojovka Vsetín Inc.                                   |        | 12,7×108mm 12,7×99mm NATO                                                                                                 | Chéquia                    | 1998      |
| FN Ballista                                              | Fabrique Nationale d'Herstal                            |        | .300 Winchester Magnum .308 Winchester .338 Lapua Magnum                                                                  | Bélgica                    |           |
| FN FNAR                                                  | Fabrique Nationale d'Herstal                            |        | 7,62×51mm NATO | Estados Unidos             | 2008      |
| FN Model 30-11                                           | Fabrique Nationale d'Herstal                            |        | 7,62×51mm NATO | Bélgica                    | 1976      |
| FN Special Police Rifle                                  | Fabrique Nationale de Herstal                           |        | 7,62×51mm NATO .300 Winchester Short Magnum                                                                               | Bélgica                    |           |
| FN Tactical Sport Rifle                                  | Fabrique Nationale de Herstal                           |        | 7,62×51mm NATO .308 Winchester .300 Winchester Short Magnum .223 Remington                                                | Bélgica · Estados Unidos   | 2009      |
| FR F1                                                    | Manufacture d'armes de Saint-Étienne                    |        | 7,5×54mm French 7,62×51mm NATO                                                                                            | França                     | 1966      |
| FR F2 sniper rifle                                       | Nexter                                                  |        | 7,62×51mm NATO | França                     | 1984      |
| Gewehr 98                                                | Mauser                                                  |        | 7,92×57mm Mauser | Alemanha                   | 1895      |
| GOL Sniper Magnum                                        | Gol-Matic GmbH                                          |        | 7,62×51mm NATO .300 Winchester Magnum .338 Lapua Magnum                                                                   | Alemanha                   |           |
| H-S Precision Pro Series 2000 HTR IDF Barak              | H-S Precision                                           |        | 338 Lapua Magnum | Estados Unidos · Israel    | 2000 2008 |
| Harris Gun Works M-96                                    | Harris Gun Works                                        |        | 12,7×99mm NATO | Estados Unidos             |           |
| Haskins Rifle                                            |                                                         |        | 8,58×71mm 7,62×51mm NATO 12,7×99mm NATO                                                                                   | Estados Unidos             | 1981      |
| Heckler & Koch HK417                                     | Heckler & Koch                                          |        | 7,62×51mm NATO | Alemanha                   | 2005      |
| Heckler & Koch PSG1                                      | Heckler & Koch                                          |        | 7,62×51mm NATO | Alemanha Ocidental         | 1970s     |
| Howa M1500                                               | Howa                                                    |        | .22-250 Remington .223 Remington .204 Ruger 6,5×55mm .300 Winchester Magnum .308 Winchester .30-06 Springfield .375 Ruger | Japão                      |           |
| IMBEL AGLC                                               | IMBEL                                                   |        | 7,62×51mm NATO | Brasil                     |           |
| Istiglal Anti-Material Rifle                             | Azerbaijani Defense Industry                            |        | 12,7×108mm 14,5×114mm | Azerbaijão                 | 2008      |
| JS 7.62                                                  | China South Industries Group                            |        | 7,62×54mmR | China                      | 2005      |
| Kalekalıp KNT-308                                        | MKEK                                                    |        | 7,62 mm caliber | Turquia                    | 2008      |
| Kefefs                                                   | Elliniki Viomichania Oplon                              |        | 7,62×51mm NATO | Grécia                     | 1995      |
| KSVK 12.7                                                | Degtyarev plant                                         |        | 12,7×108mm | Rússia                     | 1997      |
| L42A1                                                    | RSAF Enfield                                            |        | 7,62×51mm NATO | Reino Unido                | 1970      |
| Lobaev Sniper Rifle                                      | Tsar-Cannon Ltd                                         |        | | Rússia                     |           |
| Longbow T-76                                             | Dakota Arms                                             |        | .338 Lapua Magnum | Estados Unidos             | 1997      |
| M14 rifle                                                |                                                         |        | 7,62×51mm NATO | Estados Unidos             | 1954      |
| M21 Sniper Weapon System                                 | Rock Island Arsenal Springfield Armory                  |        | 7,62×51mm NATO | Estados Unidos             | 1969      |
| M24 Sniper Weapon System                                 | Remington Arms                                          |        | 7,62×51mm NATO .300 Winchester Magnum .338 Lapua Magnum                                                                   | Estados Unidos             | 1988      |
| M25 Sniper Weapon System                                 | Springfield Armory                                      |        | 7,62×51mm NATO | Estados Unidos             | 1980s     |
| M39 Enhanced Marksman Rifle                              | United States Marine Corps                              |        | 7,62×51mm NATO | Estados Unidos             | 2008      |
| M40 rifle                                                | United States Marine Corps Remington Arms U.S. Ordnance |        | 7,62×51mm NATO | Estados Unidos             | 1966      |
| M89SR sniper rifle                                       | Technical Equipment International                       |        | 7,62×51mm NATO | Israel                     | 1980s     |
| M110 Semi-Automatic Sniper System                        | Knight's Armament Company                               |        | 7,62×51mm NATO | Estados Unidos             | 2007      |
| Mauser M59                                               | Kongsberg Gruppen                                       |        | .30-06 Springfield 7,62×51mm NATO                                                                                         | Noruega                    | 1959      |
| Mauser M67                                               | Kongsberg Gruppen                                       |        | 7,62×51mm NATO 6,5×55mm .22 Long Rifle                                                                                    | Noruega                    | 1967      |
| McMillan Tac-50                                          | McMillan Brothers Rifle Company                         |        | 12,7×99mm NATO | Estados Unidos             | 1980s     |
| MKEK JNG-90                                              | MKEK                                                    |        | 7,62×51mm NATO | Turquia                    | 2004      |
| Modular Sniper Rifle                                     | Remington Arms                                          |        | .338 Lapua Magnum .338 Norma Magnum 300 Winchester Magnum 308 Winchester 7,62×51mm NATO                                   | Estados Unidos             | 2009      |
| MSSR rifle                                               | Philippine Marine Corps                                 |        | 5,56×45mm NATO | Filipinas                  | 1996      |
| OSV-96                                                   | KBP Instrument Design Bureau                            |        | 12,7×108mm | Rússia                     | 1990s     |
| Otto Repa SOC                                            |                                                         |        | .308 Winchester .338 Lapua Magnum 12,7×99mm NATO                                                                          | Alemanha                   |           |
| Parker Hale M82                                          | Parker Hale                                             |        | 7,62×51mm NATO | Reino Unido                | 1960s     |
| Parker Hale M85                                          | Parker Hale                                             |        | 7,62×51mm NATO | Reino Unido                |           |
| PDSHP                                                    | STC DELTA                                               |        | 12,7×108mm | Geórgia                    | 2012      |
| Pindad SPR                                               | Pindad                                                  |        | 7,62×51mm NATO 12,7×99mm NATO                                                                                             | Indonésia                  |           |
| Pindad SS2-V4                                            | Pindad                                                  |        | 5,56×45mm NATO | Indonésia                  | 2005      |
| PGM 338                                                  | PGM Précision                                           |        | .338 Lapua Magnum | França                     |           |
| PGM Hecate II                                            | PGM Précision                                           |        | 12,7×99mm NATO | França                     | 1993      |
| PGM Ultima Ratio                                         | PGM Précision                                           |        | 7,62×51mm NATO .300 Savage 7mm-08 Remington .260 Remington 6,5×47mm Lapua 6mm BR                                          | França                     |           |
| Puşca Semiautomată cu Lunetă                             | Fabrica de Arme Cugir SA                                |        | 7,62×54mmR 7,62×51mm NATO                                                                                                 | Roménia                    | 1970s     |
| QBU-88                                                   | China North Industries Corporation                      |        | 5,8×42mm DBP87 5,56×45mm NATO                                                                                             | China                      | 1990s     |
| Remington Semi Automatic Sniper System                   | Remington Arms Company                                  |        | 7,62×51mm NATO | Estados Unidos             |           |
| Remington SR-8                                           | Remington Arms Company                                  |        | .338 Lapua Magnum | Estados Unidos             |           |
| Robar RC-50                                              | Robar Companies, Inc                                    |        | 12,7×99mm NATO | Estados Unidos             |           |
| RT-20 (rifle)                                            |                                                         |        | 20×110mm | Croácia                    | 1994      |
| S&T Motiv K14                                            | S&T Motiv                                               |        | 7,62×51mm NATO | Coreia do Sul              | 2011      |
| Sako TRG                                                 | SAKO                                                    |        | .260 Remington .308 Winchester .300 Winchester Magnum .338 Lapua Magnum                                                   | Finlândia                  | 1989      |
| Satevari MSWP                                            | STC DELTA                                               |        | .300 Winchester Magnum .300 Norma Magnum .308 Winchester .338 Lapua Magnum .338 GBM .375 GBM 12,7×99mm NATO               | Geórgia                    |           |
| Savage 10FP                                              | Savage Arms Company                                     |        | .223 Remington .300 Winchester Magnum .308 Winchester .338 Lapua Magnum                                                   | Estados Unidos             | 1956      |
| Savage 110 BA                                            | Savage Arms Company                                     |        | .338 Lapua Magnum .300 Winchester Magnum                                                                                  | Estados Unidos             | 2009      |
| SC-76 Thunderbolt                                        | Steel Core Designs                                      |        | 7,62 mm caliber | Reino Unido                |           |
| Shaher (sniper rifle)                                    | Defense Industries Organization                         |        | 14,5×114mm | Irã                        | 2012      |
| SIG Sauer SSG 2000                                       | Schweizerische Industrie Gesellschaft                   |        | 7,62×51mm NATO .300 Winchester Magnum 7,5×55mm Swiss                                                                      | Alemanha Ocidental · Suíça | 1989      |
| SIG Sauer SSG 3000                                       | Schweizerische Industrie Gesellschaft                   |        | 7,62×51mm NATO | Alemanha · Suíça           |           |
| Siyavash sniper rifle                                    |                                                         |        | | Irã                        | 2013      |
| Sniper Support Rifle Mk 20 Mod 0                         | FNH USA                                                 |        | 7,62×51mm NATO | Bélgica                    | 2009      |
| Solothurn S-18/100                                       |                                                         |        | 20×105mm B | Suíça                      |           |
| SR-25                                                    | Knight's Armament Company                               |        | 7,62×51mm NATO | Estados Unidos             | 1990      |
| SSG08                                                    | Steyr Mannlicher                                        |        | .243 Winchester Super Short Magnum 7,62×51mm NATO .300 Winchester Magnum .338 Lapua Magnum                                | Áustria                    | 2008      |
| SSG 82                                                   | VEB Fahrzeug- und Jagdwaffenwerk "Ernst Thälmann" Suhl  |        | 5,45×39mm | Alemanha Oriental          | 1982      |
| Steyr Scout                                              | Steyr Mannlicher                                        |        | 5,56×45mm NATO .223 Remington .243 Winchester 7mm-08 Remington 7,62×51mm NATO .308 Winchester .376 Steyr                  | Áustria                    | 1997      |
| Steyr HS .50                                             | Steyr Mannlicher                                        |        | 12,7×99mm NATO .460 Steyr                                                                                                 | Áustria                    | 2004      |
| Steyr SSG 69                                             | Steyr Mannlicher                                        |        | 7,62×51mm NATO .243 Winchester .22-250 Remington                                                                          | Áustria                    | 1969      |
| Steyr IWS 2000                                           | Steyr Mannlicher                                        |        | 14,5mm 15,2×169mm | Áustria                    | 1980s     |
| SV-98                                                    | Izhmash                                                 |        | 7,62×54mmR and .338 7,62×51mm NATO                                                                                        | Rússia                     | 1998      |
| SVDK                                                     | Izhmash                                                 |        | 9,3×64mm 7N33 | Rússia                     | 1990s     |
| T-12 sniper rifle                                        | MKEK                                                    |        | | Turquia                    |           |
| T93 sniper rifle                                         | 205th Armory                                            |        | 7,62×51mm NATO | Taiwan                     | 2003      |
| Tabuk Sniper Rifle                                       | Al-Qadissiya Establishments                             |        | 7,62×39mm | Iraque                     | 1970s     |
| Tango 51                                                 | Tactical Operations Incorporated                        |        | 7,62×51mm NATO .308 Winchester                                                                                            | Estados Unidos             |           |
| TPG-1                                                    | Unique Alpine AG                                        |        | .223 Remington 5,56×45mm NATO .338 Remington Ultra Magnum                                                                 | Alemanha                   | 2000      |
| Type 97 Sniper Rifle                                     | Arisaka (rifles)                                        |        | 6,5×50mm Arisaka | Japão                      | 1937      |
| Type 99 sniper rifle                                     |                                                         |        | 7,7×58mm Arisaka | Japão                      |           |
| United States Army Squad Designated Marksman Rifle       |                                                         |        | 5,56×45mm NATO | Estados Unidos             | 2004      |
| United States Navy Mark 12 Mod X Special Purpose Rifle   |                                                         |        | 5,56×45mm NATO | Estados Unidos             | 2002      |
| United States Marine Corps Designated Marksman Rifle     |                                                         |        | 7,62×51mm NATO | Estados Unidos             | 2001      |
| United States Marine Corps Squad Advanced Marksman Rifle |                                                         |        | 5,56×45mm NATO | Estados Unidos             | 2001      |
| Våpensmia NM149                                          | Våpensmia A/S                                           |        | 7,62×51mm NATO | Noruega                    | 1985      |
| Vidhwansak                                               | Ordnance Factories Organisation                         |        | 12,7×108mm 14,5×114mm 20×82mm                                                                                             | Índia                      | 2005      |
| VSK-94                                                   | KBP Instrument Design Bureau                            |        | 9×39mm | Rússia                     | 1994      |
| VSS Vintorez                                             | Tulsky Oruzheiny Zavod                                  |        | 9×39mm | União Soviética            | 1980s     |
| VSSK Vykhlop                                             |                                                         |        | 12,7×55mm | Rússia                     | 2002      |
| Walther WA 2000                                          | Walther Arms                                            |        | 7,62×51mm NATO .300 Winchester Magnum 7,5×55mm Swiss                                                                      | Alemanha Ocidental         | 1970s     |
| WKW Wilk                                                 | Zakłady Mechaniczne                                     |        | 12,7×99mm NATO | Polónia                    | 2000      |
| XM2010 Enhanced Sniper Rifle                             | Remington Arms                                          |        | .300 Winchester Magnum | Estados Unidos             | 2010      |
| Yalguzag sniper rifle                                    | Azerbaijani Defense Industry                            |        | 7,62×51mm NATO | Azerbaijão                 | 2011      |
| Zastava M07                                              | Zastava Arms                                            |        | 7,62×51mm NATO | Sérvia e Montenegro        | 2006      |
| Zastava M12 Black Spear                                  | Zastava Arms                                            |        | 12,7×108mm 12,7×99mm NATO                                                                                                 | Sérvia e Montenegro        |           |
| Zastava M76                                              | Zastava Arms                                            |        | 7,92×57mm Mauser | Iugoslávia                 | 1975      |
| Zastava M91                                              | Zastava Arms                                            |        | 7,62×54mmR | Sérvia e Montenegro        | 1991      |
| Zastava M93 Black Arrow                                  | Zastava Arms                                            |        | 12,7×108mm 12,7×99mm NATO                                                                                                 | Sérvia e Montenegro        | 1993      |